# Personico

Personico und Bodio im Hintergrund. Historisches Luftbild von Werner Friedli (1954)

Val Nadro, Quarzbruch und Hütte. Historisches Bild von Leo Wehrli (1916)

Steinbruch Personico bei der Tessin-Brücke. Historisches Luftbild von L. Wehrli (1936)

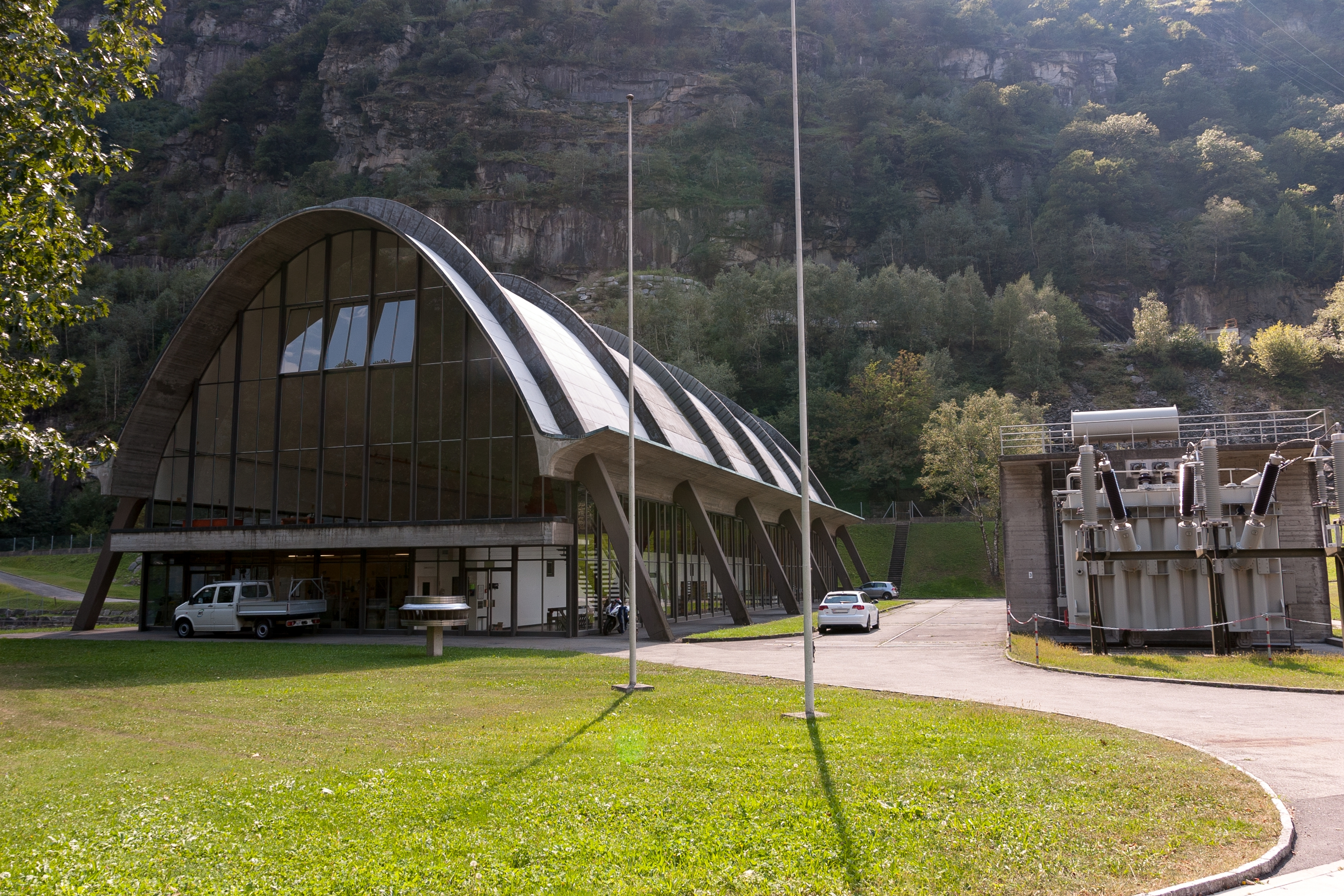
Elektrizitätswerk Nuova Biaschina

Personico ist eine politische Gemeinde im Kreis Giornico, im Bezirk Leventina des Kantons Tessin in der Schweiz.

## Geographie
Das Dorf Personico liegt auf der Talsohle an der Schattenseite der Leventina. Zum Gemeindegebiet gehören auch die Seitentäler Val d’Ambra, Val Marcri und Val Nèdro.
Die Gemeinde grenzt im Norden an Bodio, im Nordosten an Pollegio, im Osten an Biasca, im Süden an Iragna (seit 2. April 2017 Teil von Riviera), im Südwesten an Lavertezzo Valle, im Westen an Frasco (beide seit 18. Oktober 2020 Teil von Verzasca) und im Nordwesten an Giornico.

## Geschichte
Eine erste Erwähnung findet das Dorf im Jahre 1227 unter dem damaligen Namen Prexonego. Personico gehörte früher zur vicinìa di Basso (Giornico). 1600 bildeten Personico, Bodio und Pollegio eine vicinìa, die als Körperschaft bis 1803 bestand. Kirchlich gehörte das Dorf zuerst zu Biasca und wurde vor 1570 eine selbständige Pfarrei.
Personico bildet nach wie vor eine eigenständige Bürgergemeinde.

## Bevölkerung
Einwohnerzahlen: Volkszählungsdaten

## Sehenswürdigkeiten
Sakrale Bauten
- Pfarrkirche Santi Nazario e Celso,[8] erwähnt 1256.[9][10]
- Oratorium San Rocco, im Ortsteil Faidalo, erbaut Ende 16. – Anfang 17. Jahrhundert[10]

Zivile Bauten
- Elektrizitätswerk Nuova Biaschina erbaut 1962 von Ingenieur Giovanni Lombardi und Architekt Augusto Jäggli[10]
- Alte Gläserfabrik erbaut 1736 (Maler Giuseppe Maria Busca)[10]
- Altes Keltnerhaus[10]
- Alte Brücke da Picol[10]
- Alte Brücke del Cassinone[10]
- Staudamm Val d’Ambra.[10]

## Sport
- Unione Sportiva Personico[11]

## Persönlichkeiten
- Emilio Bontà (1882–1953), Lehrer und Heimatforscher
- Giovanni Rossetti (* 1967 in Personico), Kinderarzt (Pädiatrie) in Biasca und Schriftsteller[12]